# 君の傍で
「君の傍で」（きみのそばで）は高岡亜衣の1枚目のシングル。

## 内容
- B'zのギタリスト、松本孝弘のアルバム『THE HIT PARADE』収録曲「その気にさせないで（三枝夕夏・北原愛子と共演。原曲：キャンディーズ）」への参加を経てのデビューシングル。

## 収録曲
1. 君の傍で
  - 作詞：高岡亜衣、作曲：大野愛果、編曲：徳永暁人
2. Leaving
  - 作詞・作曲：高岡亜衣、編曲：大賀好修
3. You're Still The One
  - 原曲：Shania Twian
4. 君の傍で (inst.)
  - 作曲：大野愛果、編曲：徳永暁人

## 参加ミュージシャン
- 大田紳一郎（doa） - コーラス